# ジャン＝ジャック・バーネル

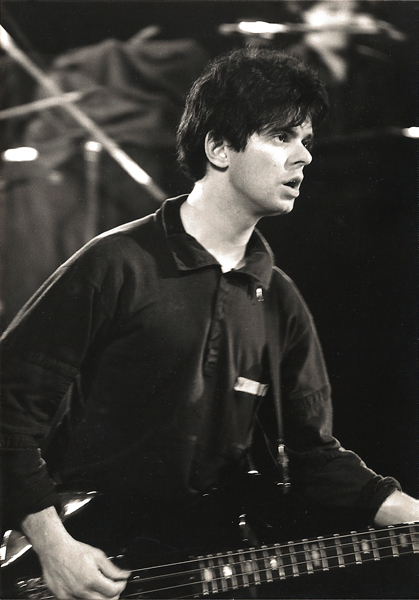
1983年9月撮影

ジャン＝ジャック・バーネル（Jean-Jacques Burnel, 1952年2月21日 - ）は、イングランドのミュージシャン、音楽プロデューサー。ロックバンドのストラングラーズのベーシストとして著名。

## 来歴
フランス人の両親の元で、ロンドンのノッティング・ヒルに生まれる。幼い頃からクラシックギターを学んだ。12歳の時に両親に連れられてサリー州ゴダルミングに引越す。高校卒業後、ブラッドフォード大学とハダースフィールド大学で歴史学と経済学を修了した。
1974年にストラングラーズに加入。
1990年にヒュー・コーンウェルが脱退、2015年にジェット・ブラックが引退、2020年にデイヴ・グリーンフィールドが病没し、彼はストラングラーズのデビュー時から一貫して在籍する唯一のメンバーになった。
ストラングラーズの活動と並行して1979年と1988年にソロ・アルバム、1983年にグリーンフィールドとの共同名義のアルバムを発表している。また音楽プロデューサーとして多数のミュージシャンのプロデュースやゲスト演奏も担当。80年代半ばには友人のキースの依頼で、ARBのベーシストをつとめたことがある。
近年では2004年に放送された日本のテレビアニメ『巌窟王』で音楽を担当した。

## プレイスタイル
大音量で腰の強いサウンドとメロディアスなベースラインは、曲によってはリズム楽器としてのベースの概念を覆してリードベースとでも呼ばれるべき役割を果たした。このような演奏スタイルはクラシックギターを学んで得られた確かな演奏技術に支えられたもので、多くのベーシストに影響を与えた。

## ディスコグラフィ

### ソロ・アルバム
- Euroman Cometh (1979年) [注釈 3]
- Un Jour Parfait (1988年)[10]

### サウンドトラック・アルバム
- Fire & Water (Ecoutez Vos Murs) (1983年) [注釈 4]
- Gankutsuou: The Count of Monte Cristo – Original Soundtrack[1] (2005年）[注釈 5]

## その他
- 三島由紀夫の愛読者である[注釈 6]。
- 空手七段の黒帯保有者。かつては極真会館の道場生、今日では士道館空手ロンドン支部長である。
- オートバイの趣味もあり、かつてトライアンフを多数所持していた。
- 両親がフランス人なのでフランス語が堪能である。また英語やフランス語以外で歌詞を書くこともある。
- 陽気で気さくであり聡明な人柄だが、時として毒舌が物議を醸すこともあった。いわく「アメリカ人の脳は小さい」「そんなにニコニコしてると目が見えなくなっちまうぜ」。